# Faneritisch

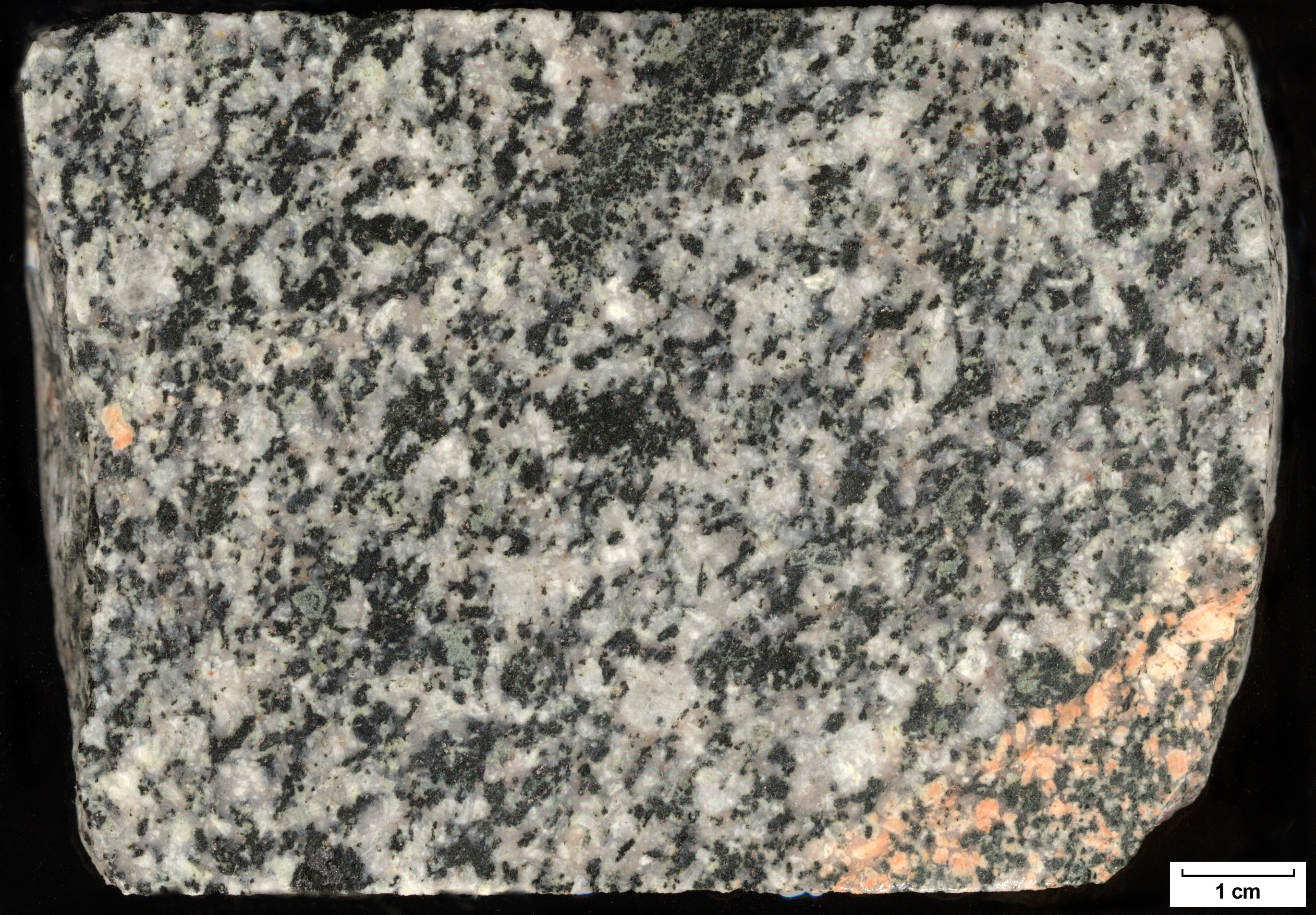
Faneritische graniet, grotendeels bestaande uit kwarts, kaliveldspaat, biotiet en chloriet en enkele oxiden. Locatie: Cape Cod, Massachusetts.

Faneritisch (van Grieks: φανερός (phanerós = "zichtbaar"); Engels: Phaneritic) is in de petrologie een aanduiding voor stollingsgesteente dat een textuur heeft van met het blote oog zichtbare kristallen.
Faneritische texturen komen alleen voor in plutonisch gesteente, dat langzaam afkoelde zodat de kristallen de tijd hadden te groeien. Het tegenovergestelde van een faneritische textuur is een afanitische textuur, waarin de kristallen zo klein zijn dat ze met het blote oog niet zichtbaar zijn.
Gesteente waarin de kristallen uitzonderlijk groot zijn (een paar centimeter of groter) wordt pegmatiet genoemd. Gesteente met een faneritische textuur kan zowel equigranulair zijn, waarbij de kristallen ongeveer dezelfde orde van grootte hebben, als porfiritisch, waarbij sommige kristallen veel groter zijn (dit worden fenocrysten genoemd, een gesteente met een porfiritische textuur heet een porfier). Wanneer één type kristal zo veel groter is dan een ander type, dat het de kleinere kristallen volledig omsluit, spreekt men van een poikilitische textuur.
Kristallen kunnen anhedrisch of xenomorf zijn (zonder duidelijke kristalvlakken), euhedrisch of idiomorf (aan alle kanten door duidelijke kristalvlakken begrensd) of subhedrisch (ertussenin). Wanneer de kristallen overwegend euhedrisch zijn, wordt de textuur panidiomorf genoemd. Wanneer de kristallen in een afanitische textuur zowel anhedrische, subhedrische als euhedrische vormen hebben, wordt de textuur hypidiomorf genoemd. Wanneer de meeste kristallen anhedrisch of subhedrisch zijn wordt de textuur allotriomorf genoemd. Een textuur waarin de korrelgrootte ongeveer gelijk is en de meeste kristallen anhedrisch, wordt aplitisch genoemd.